# 焼き魚

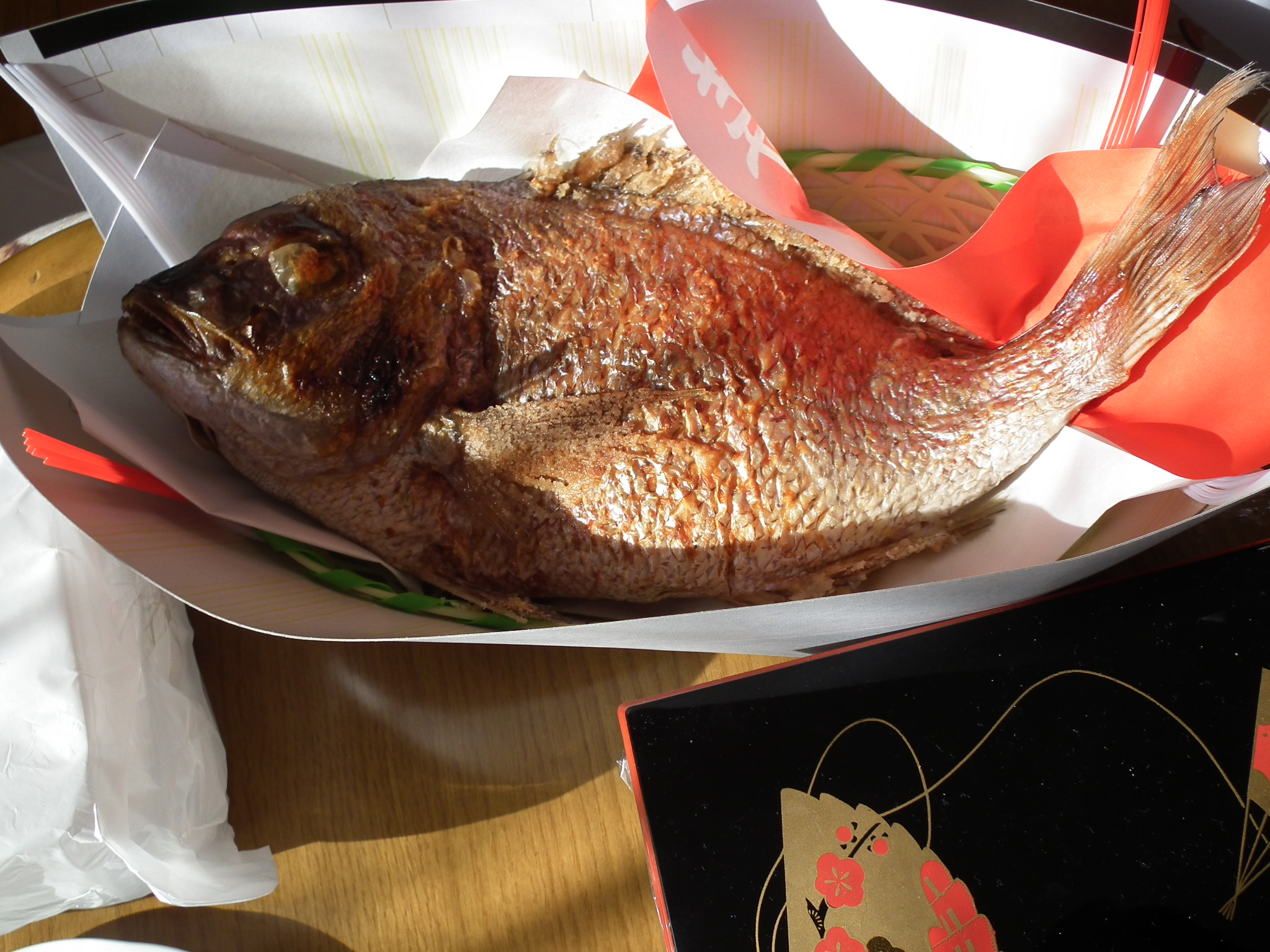
縁起物として正月に供される鯛の姿焼き

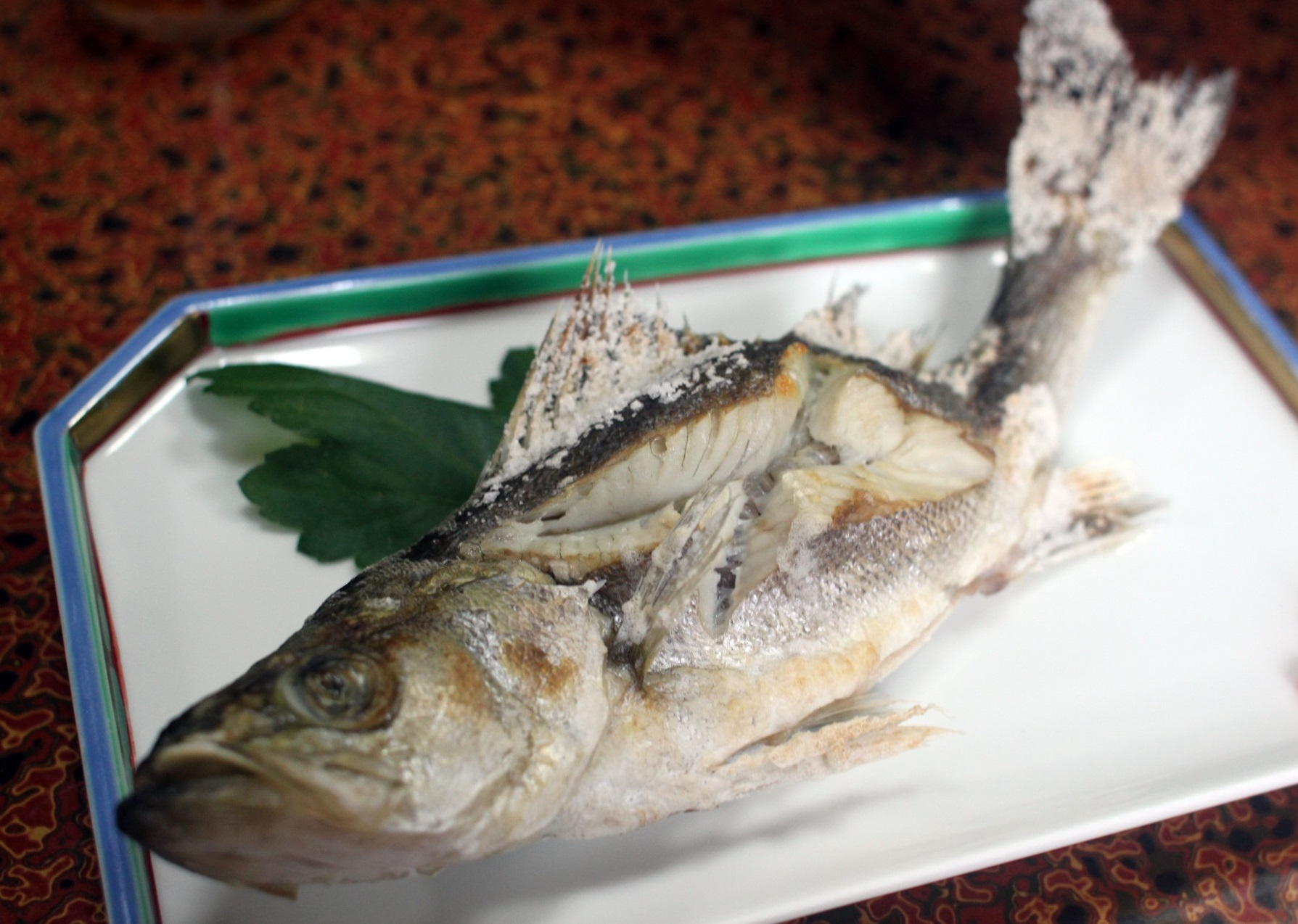
スズキの塩焼き

焼魚（やきざかな）は、魚を焼いた料理。

## 概要
焼魚の調理法には直火焼きと間接焼きがある。
直火焼きは、魚を網にのせたり串を打って直接火にかざし、放射熱を利用して焼く方法である。熱源に炭火がよいとされるのは、一定した温度の放射熱を得ることができるためである。金串は熱伝導により内部も加熱されるため加熱時間が短縮されるが、熱いうちに串を回さないと身がくっついて外れにくくなる。
間接焼きは、フライパンを利用する場合のほか、天火焼きや鉄板焼き、包み焼きや塩釜焼きなどがあり、直火焼きより熱の伝わりが柔らかい。
また、調味によって、塩焼き、照り焼き、つけ焼きなどがあり、照り焼きやつけ焼きには比較的脂肪の多い魚を用いる。
代表的な焼き魚の料理にムニエルがあり、付け合わせには粉ふきいも、パセリ、レモンなどを添える。また、日本料理でも一汁三菜の焼物として重要な位置を占めている。焼き魚の前盛りとして、菊花かぶ、筆しょうが、花蓮根、栗の甘露煮、金柑の甘煮などを添える。

## 各種の焼き魚

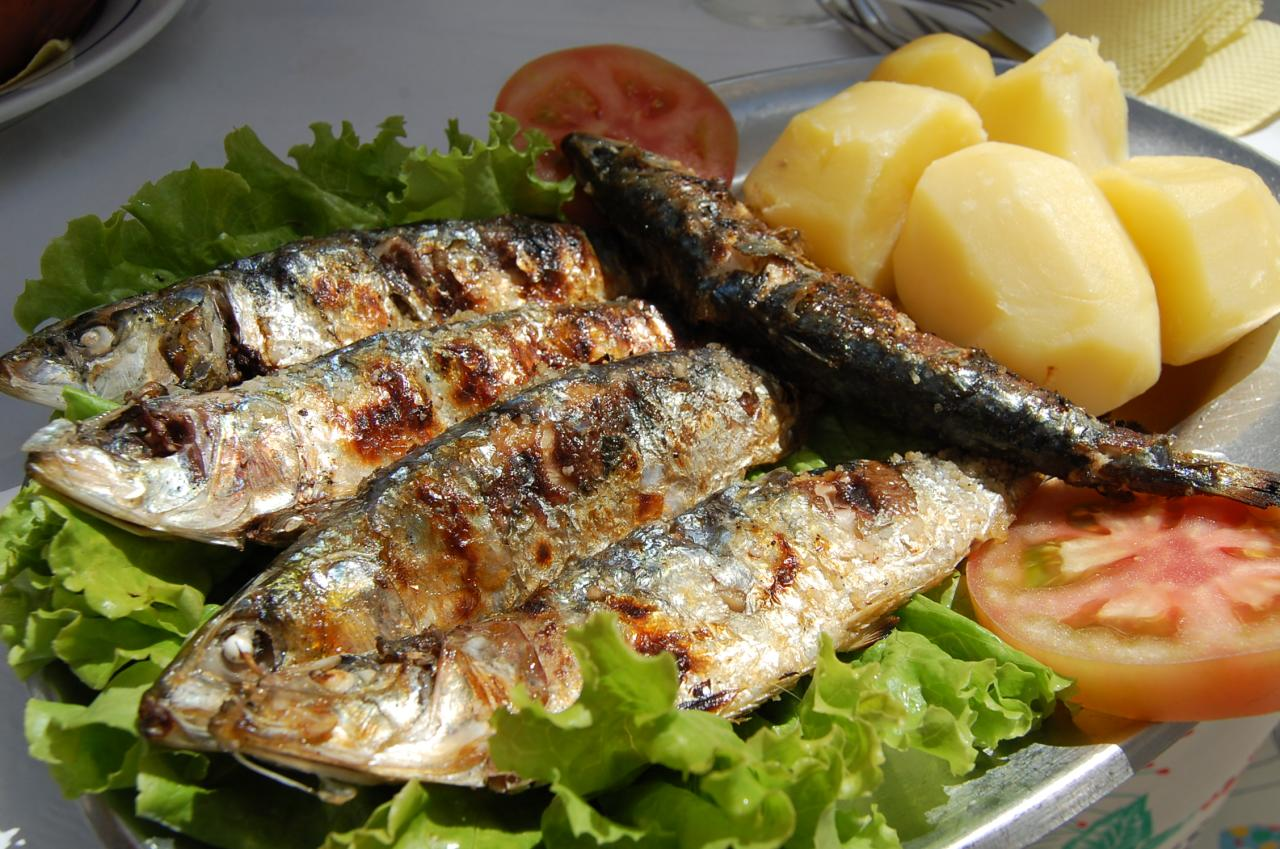
リスボン名物・鰯の塩焼き

姿焼き
魚を串などに刺し、生きている姿と同じように焼く。尾頭付（おかしらつき）ともいい、神饌や祝い事の席などで用いられることが多い。
塩焼き
塩をした魚を直火で焼いた物。塩は味を付けるとともに、魚の旨味を引き出すためでもある。
照り焼き

幽庵焼き

西京焼き
鰆等、西京味噌に漬込んだ後に焼く。身質や風味が塩焼きに向かない魚に用いられる。
蒲焼き

若狭焼き
一塩干しにした甘鯛などに、酒を多く使った若狭地を付けて焼く。
魚田
魚を使った味噌田楽。白焼きの魚に串を打って田楽味噌を塗り、軽く焼いて焦げ目をつける。
ムニエル

ポワレ

バター焼き
フライパンでバターを熱し、それで魚を焼いたもの。
塩釜焼き

ちゃんちゃん焼き

サルディーニャス・アサーダス  （pt:Sardinha assada）
ポルトガルの首都リスボンの名物料理の鰯の塩焼き。リスボンでは6月12日に「聖アントニオ祭」が行われるが、イワシの旬でもあることから別名「イワシ祭り」と呼ばれ観光資源になっている。シーズンには多くのレストランが店先にグリルを出し、炭火で鰯を焼いている。玉葱のスライスやジャガイモなどをつけ合せて出される。
四川料理の焼き魚
中国の四川料理では、重慶市の「万江烤魚」（ワンジアンカオユー）の様な、草魚などの川魚に辛い漬け汁で下味を付け、一度直火焼きした後で、さらに唐辛子風味の強い煮汁で煮る料理がある。もともとは辛い味付けで直火焼きした料理であったが、より辛い味付けができる煮物になった。ただ、直火焼きまでで済ませる場合もある。

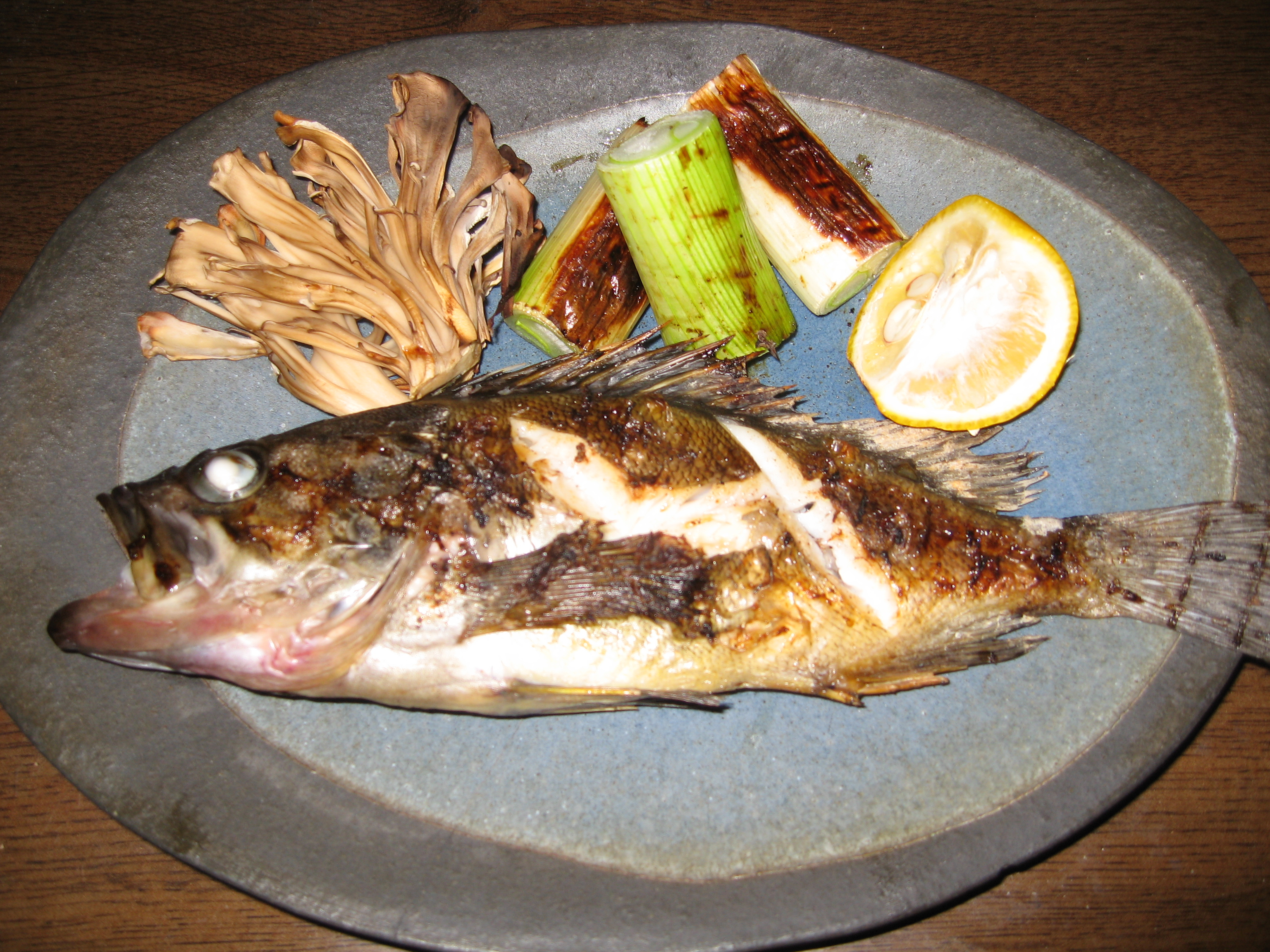
ソイの塩焼き舞茸と葱に柚子を添えて
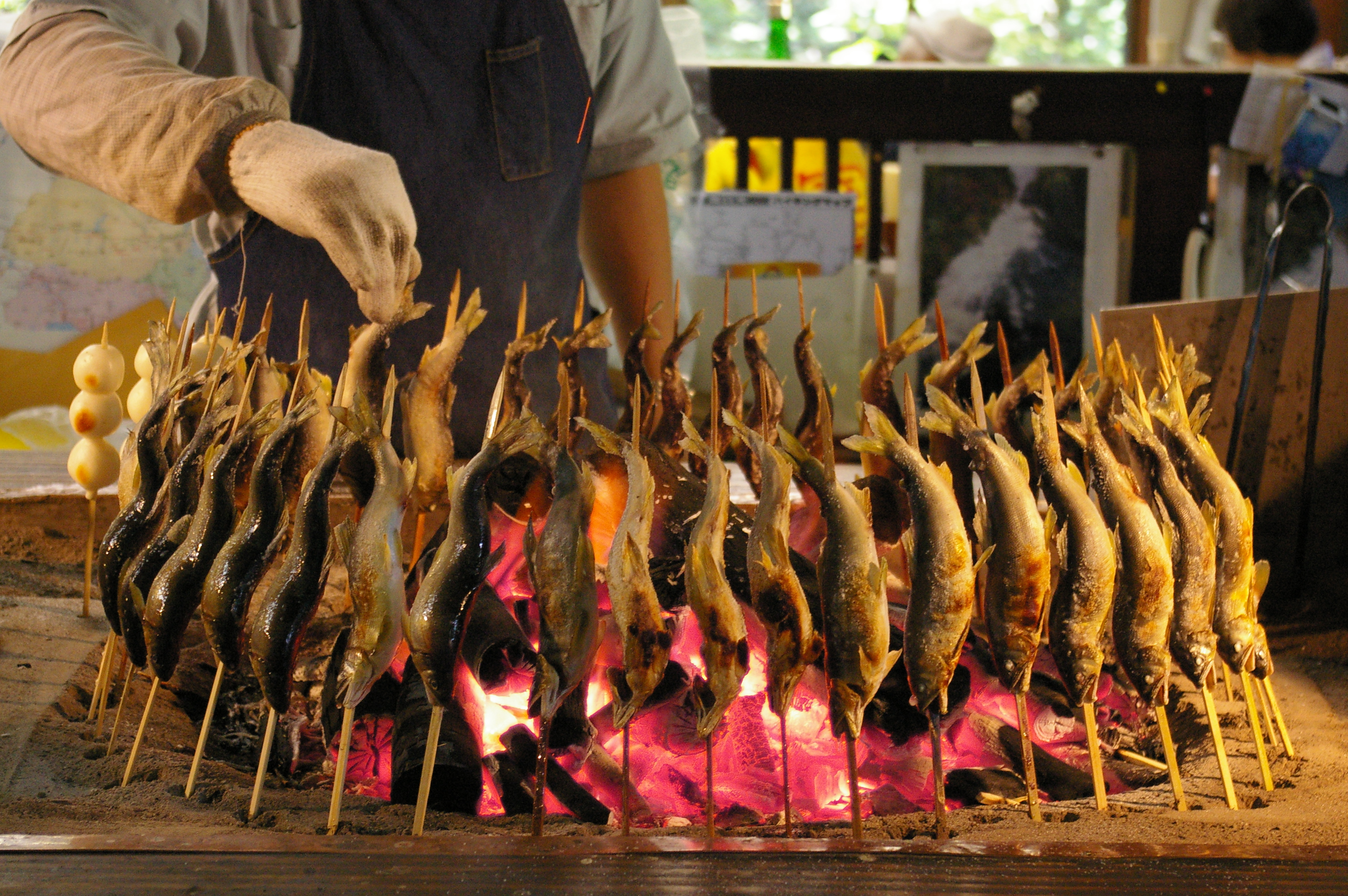
鮎の塩焼き
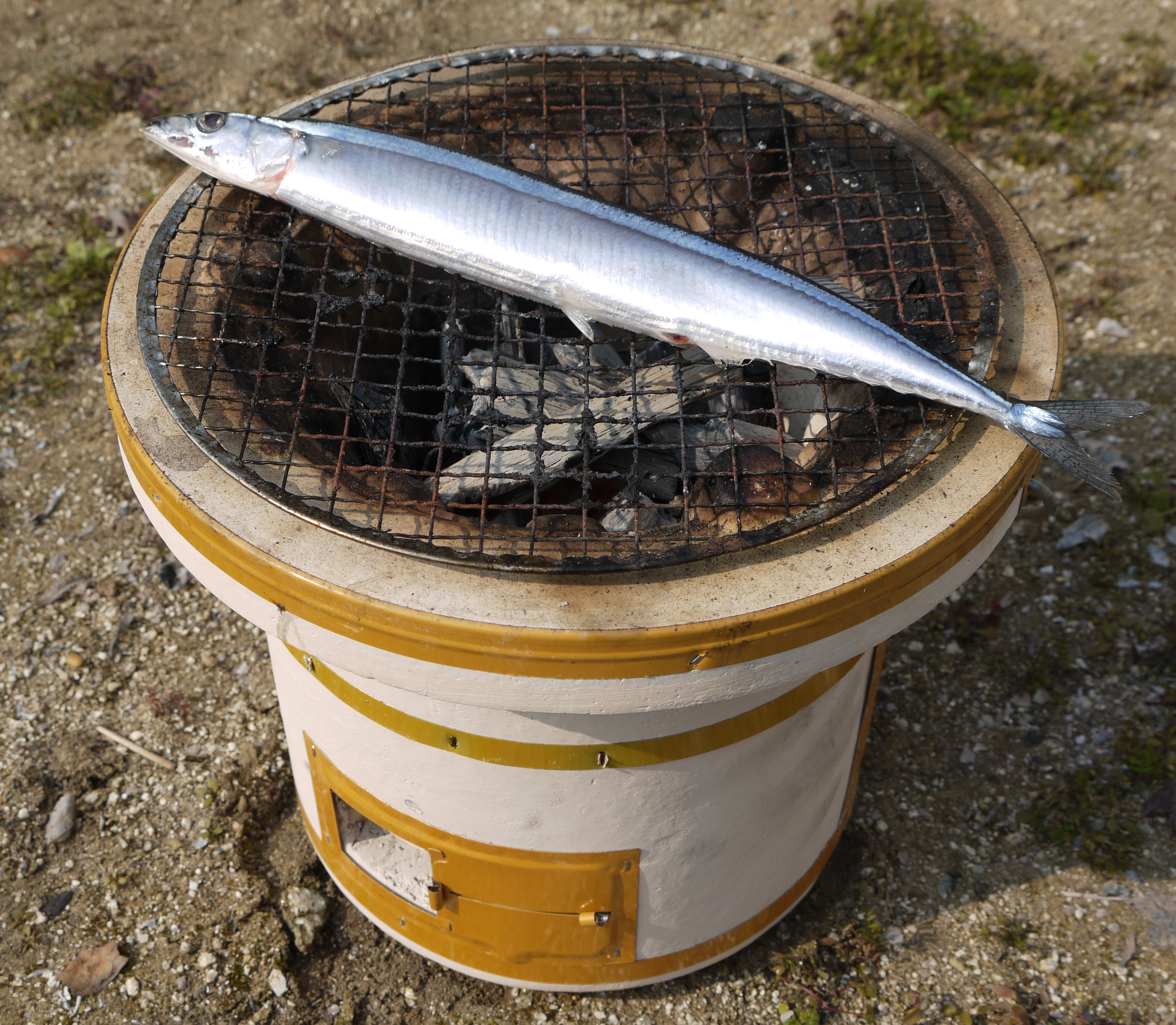
七輪とサンマ
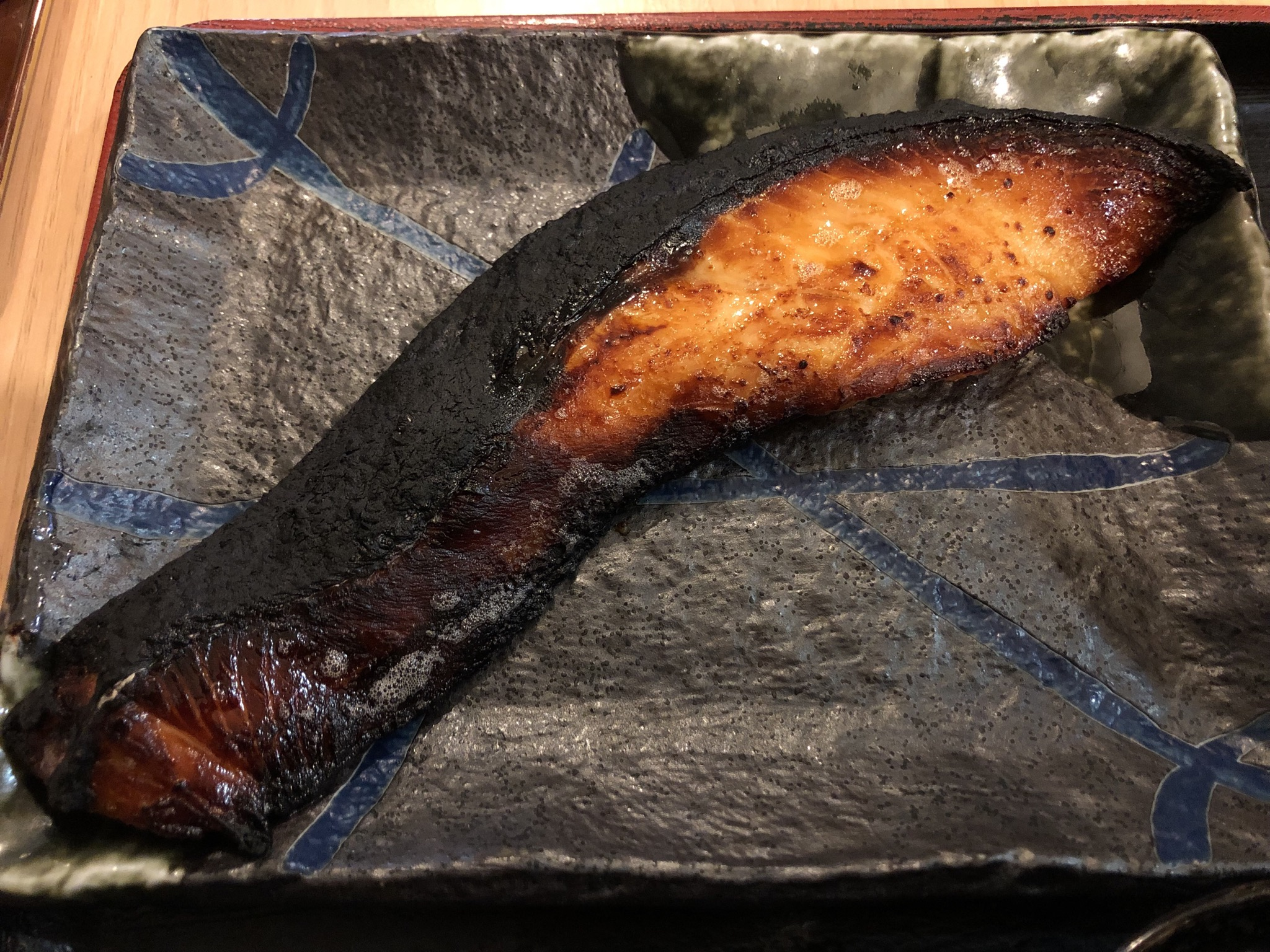
鮭の西京焼き
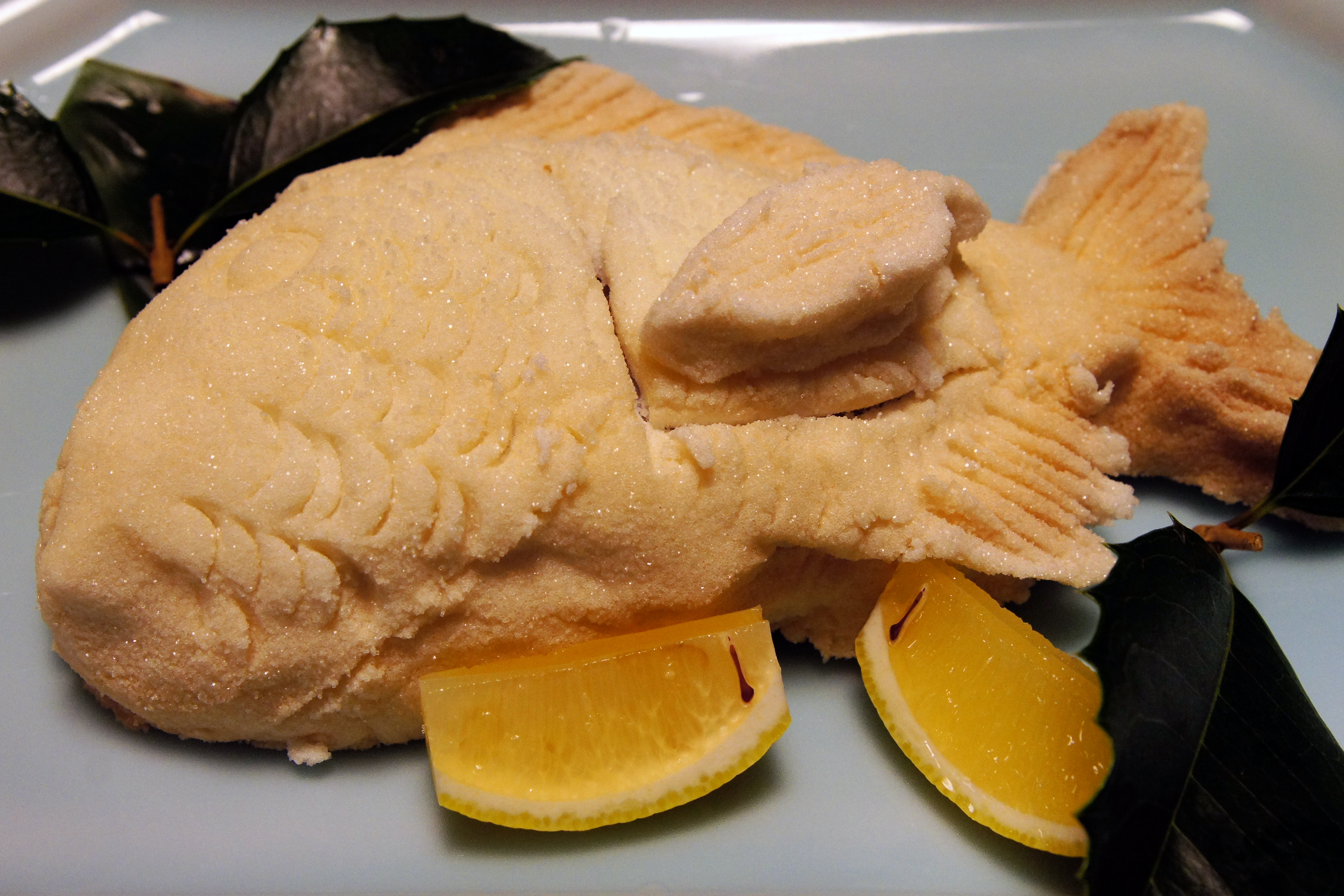
鯛の塩釜焼き